# Stanczik-Starecz Ervin
Stanczik-Starecz Ervin (Budapest, 1956.–) magyar író, költő, műfordító, antropológus, kulturális antropológus.

## Életpályája
1974-ben érettségizett, majd egy éves technikumi képzésben részesült Budapesten a Bem József Ipari Szakközépiskolában. Egyetemi tanulmányokat Magyar-történelem (1980), antropológia (1984), kulturális antropológia (1987) szakon végzett Szegeden. 
1980 óta írt verseket, novellákat, elbeszéléseket, regényeket. 1990-től tudományos cikkeket, riportokat, műfordításokat is közre adott, főleg mapudungunból, kecsuából és spanyolból fordított magyarra. Saját kiadású/terjesztésű szamizdat lapja volt Budapesten a Kurzus. Globálperiodika (1987–1990). 

### Dél-Amerikában
Chilében a Temucói Katolikus Egyetemen 1990–1992 között történeti és régészeti antropológiát tanított négy szemeszteren át. 1991-től a kulturális antropológia tanszék megalapításában vett részt mint nemzetközi pályázó, vendégoktató. Luis Pedro Hourton rektor ajánlásával került a perui Nagy Nemzeti Egyetemre (UNMSM), ahol 1992–1994 között négy szemeszteren át történeti és archeológiai antropológiát tanított.  
Chilében, Araukániában (IX. régió) megismerte a mapucse bennszülött nép curileoi törzsét. Fél éven át élt közöttük, beavatottként. Megfigyelhette hagyományaikat, szokásaikat, ünnepeiket, hétköznapjaikat, részt vehetett munkájukban és ünnepeiken. Az itt szerzett élményanyagot 2016-os Varázsvágta c. kötetében, ill. a Nincsen és van 2023-as gyűjteményes kötetben adta közre.  
Elsajátította a törzs nyelvét, a mapudungunt. Ennek nyomán adta közre 2017-es Indiánkocsma című kötetét, bevezető tanulmánnyal. A kaweshkar indiánok utolsó főnökével is sikerült riportot készítenie Puerto Edenben (közreadva a Universitat Autònoma de Barcelona Archeologia c. folyóiratában, 1994/3., magyarul História, 1996/7.).
A Perui régészeti feltárások című tudományos könyvsorozatban adta közre a Puno városától 18 km-re fekvő, chuquitoi preinka termékenység-templom részletes, régészeti leírását, mely csak jelölés szintjén szerepelt addig (ismertetés: El País, Madrid, 1994/12/08). A beszámolót több hazai lapban is leközölte (Élet és Tudomány, 1995/28; Heti Nemzeti Újság, 1994. márc. 25.).

### Magyarországon
Feleségével 1994 őszén tértek haza. 1996-tól egyetemi magántanárként antropológiát, régészeti antropológiát és magyar őstörténetet tanított. Számos kulturális lapban publikált, a Magyar Fórumban 27 éven át közölt tanulmányokat és szépirodalmi műveket.

## Családja
Lengyel nemesi eredetű család sarja, 1921-ben jöttek át Magyarországra, nagybátyja katolikus pap volt Lengyelországban. Egyik őrgróf őse részt vett "a teuton lovagokra vészt hozó 1410-es grünwaldi csatában".
Édesapja Stanczik Lajos, az 1956-os forradalom harcosa és mártírja. Érintettsége okán több interjút, beszélgetést adott közre a forradalom résztvevőivel.
Felesége Halász Tünde (1949–1994) hitoktató, spanyoltanár, műfordító (kubai és dél-amerikai írók). Nem sokkal Magyarországra érkezésük után hunyt el.
Két lánya van, Edina és Borbála.

## Főbb művei
- Versek a múltból; Mackensen Kiadó, Budapest, 1999
- Hajónapló; Napkút, Budapest, 2015 (Káva téka)
- Varázsvágta. Levelek az Újvilágból; Cédrus Művészeti Alapítvány, Budapest, 2016
- Indiánkocsma. Mapucse indiánok versei, fordítások. Versek és novellák a mapucse népről; Cédrus Művészeti Alapítvány, Budapest, 2017 (Káva téka)
- A szív középmetszete. Napló, 1984–2004, töredékek; Ős-Kép, Budapest, 2018[10]
- Úton antológia. Az elindulástól a megérkezésig (antológia); szerk. Komáromi János; Info-Szponzor Kft., Paks, 2018
- Tanulmányok / Ötezer év hazakeresése Szent László koráig / Reformer vonások Assisi Ferenc életében; Püski, Budapest, 2019
- Útmutató és értelmezések az okunyevi kőbálványok, emlékoszlopok kézikönyvhöz; Püski, Budapest, 2019
- A szó ünnepe (antológia); Kék-Fehér Könyvkiadó, Pápa, 2019
- Galéria / Ujguria felé; Cédrus Művészeti Alapítvány, Budapest, 2020
- Feljegyzések az avarokról; Püski, Budapest, 2020
- A teremtés rendje (versek); Kráter, Pomáz, 2022
- Szibériai sámán maszkok üzenete. Tanulmányok; Püski, Budapest, 2022
- Nincsen és van. Versek, japán könyv, Araukánia, színművek, novellák; Kráter, Pomáz, 2023
- Mérkőzés után… (önéletrajzi regény); Kráter, Pomáz, 2024

### Külföldi publikációk
- Hay y no hay (poemas); Editorial Zyg-Zag, Lima,1994

### Online előadások
- Tanulmányok az avarokról László Gyula szellemében; 2009.09.09.
  - 1. rész
  - 2. rész
- Szibériai sziklarajzok Dél-Szibériában, I-II. (Attila Hotel, Youtube, 2021)
- Beszélgetés Gaál László '56-os forradalmárral (Attila Hotel, Youtube, 2022)